# فريدريك ياكوبسن
فريدريك ياكوبسن (بالدنماركية: Frederik Jacobsen)‏ هو ممثل دانمركي، ولد في 12 سبتمبر 1876 بكوبنهاغن في الدنمارك، وتوفي في 4 سبتمبر 1922.

## وصلات خارجية
- فريدريك ياكوبسن على موقع IMDb (الإنجليزية)
- فريدريك ياكوبسن على موقع قاعدة بيانات الأفلام السويدية (السويدية)
- فريدريك ياكوبسن على موقع قاعدة بيانات الفيلم (الإنجليزية)
- فريدريك ياكوبسن على موقع كينوبويسك (الروسية)